# Neurigona sirena
Neurigona sirena är en tvåvingeart som beskrevs av Stefan Naglis 2003. Neurigona sirena ingår i släktet Neurigona och familjen styltflugor. Inga underarter finns listade i Catalogue of Life.